# Новый Свет (Морозовичский сельсовет)
Новый Свет (бел. Новы Свет) — посёлок в Морозовичском сельсовете Буда-Кошелёвского района Гомельской области Белоруссии.
Поблизости есть залежи глины.

## География

### Расположение
В 12 км на юг от районного центра и железнодорожной станции Буда-Кошелёвская (на линии Жлобин — Гомель), 35 км от Гомеля.

## Транспортная сеть
Рядом автодорога Жлобин — Гомель. Планировка состоит из прямолинейной улицы, близкой к меридиональной ориентации и застроенной двусторонне деревянными домами усадебного типа.

## История
Основан в начале XX века переселенцами с соседних деревень. В 1926 году в Глазовском сельсовете Уваровичского района Гомельского округа. В 1929 году организован колхоз. Во время Великой Отечественной войны погибли 7 жителей деревни. В 1959 году в составе колхоза «Новая жизнь» (центр — деревня Глазовка).
До 16 декабря 2009 года в составе Глазовского сельсовета.

## Население

### Численность
- 2004 год — 34 хозяйства, 49 жителей.

### Динамика
- 1926 год — 45 дворов 244 жителя.
- 1959 год — 236 жителей (согласно переписи).
- 2004 год — 34 хозяйства, 49 жителей.